# 2022-es MotoGP-világbajnokság
A 2022-es MotoGP-világbajnokság a sorozat hetvennegyedik idénye volt. A bajnokságot a Nemzetközi Motor Szövetség (FIM) szervezi és bonyolítja le, ez a szakág legmagasabb szintű bajnoksága. A címvédő Fabio Quartararo, aki első franciaként lett világbajnok a MotoGP történelmében. A világbajnok Francesco Bagnaia lett, aki Casey Stoner 2007-es bajnoki címe után második ducatis versenyzőként vált a királykategória világbajnokává. Álex Rins a szezonzárón megszerzett győzelmével búcsúzott a Suzuki a királykategóriától.

## Csapatok és versenyzők
Az összes résztvevő Michelin abroncsokkal teljesíti a szezont.
| Csapat                       | Konstruktőr | Motor                   | Rajtszám | Versenyző             | Fordulók        |
| ---------------------------- | ----------- | ----------------------- | -------- | --------------------- | --------------- |
| Aprilia Racing               | Aprilia     | Aprilia RS-GP           | 12       | Maverick Viñales      | Összes          |
| Aprilia Racing               | Aprilia     | Aprilia RS-GP           | 41       | Aleix Espargaró       | Összes          |
| Aprilia Racing               | Aprilia     | Aprilia RS-GP           | 32       | Lorenzo Savadori      | 5–6, 8, 11, 13  |
| Ducati Lenovo Team           | Ducati      | Ducati Desmosedici GP22 | 43       | Jack Miller           | Összes          |
| Ducati Lenovo Team           | Ducati      | Ducati Desmosedici GP22 | 63       | Francesco Bagnaia     | Összes          |
| Aruba.it Ducati              | Ducati      | Ducati Desmosedici GP22 | 51       | Michele Pirro         | 8–9, 14         |
| Pramac Racing                | Ducati      | Ducati Desmosedici GP22 | 5        | Johann Zarco          | Összes          |
| Pramac Racing                | Ducati      | Ducati Desmosedici GP22 | 89       | Jorge Martín          | Összes          |
| Mooney VR46 Racing Team      | Ducati      | Ducati Desmosedici GP22 | 10       | Luca Marini           | Összes          |
| Mooney VR46 Racing Team      | Ducati      | Ducati Desmosedici GP21 | 72       | Marco Bezzecchi       | Összes          |
| Gresini Racing MotoGP        | Ducati      | Ducati Desmosedici GP21 | 23       | Enea Bastianini       | Összes          |
| Gresini Racing MotoGP        | Ducati      | Ducati Desmosedici GP21 | 49       | Fabio Di Giannantonio | Összes          |
| LCR Honda Idemitsu           | Honda       | Honda RC213V            | 30       | Nakagami Takaaki      | 1–16, 20        |
| LCR Honda Idemitsu           | Honda       | Honda RC213V            | 45       | Nagasima Tecuta       | 17–19           |
| LCR Honda Castrol            | Honda       | Honda RC213V            | 73       | Álex Márquez          | Összes          |
| Repsol Honda Team            | Honda       | Honda RC213V            | 44       | Pol Espargaró         | Összes          |
| Repsol Honda Team            | Honda       | Honda RC213V            | 93       | Marc Márquez          | 1–2, 4–8, 15–20 |
| Repsol Honda Team            | Honda       | Honda RC213V            | 6        | Stefan Bradl          | 3, 9–4          |
| Team HRC                     | Honda       | Honda RC213V            | 6        | Stefan Bradl          | 6               |
| Team HRC                     | Honda       | Honda RC213V            | 45       | Nagasima Tecuta       | 16              |
| Red Bull KTM Factory Racing  | KTM         | KTM RC16                | 33       | Brad Binder           | Összes          |
| Red Bull KTM Factory Racing  | KTM         | KTM RC16                | 88       | Miguel Oliveira       | Összes          |
| Tech3 KTM Factory Racing     | KTM         | KTM RC16                | 25       | Raúl Fernández        | Összes          |
| Tech3 KTM Factory Racing     | KTM         | KTM RC16                | 87       | Remy Gardner          | Összes          |
| Team Suzuki Ecstar           | Suzuki      | Suzuki GSX-RR           | 36       | Joan Mir              | 1–13, 15, 18–20 |
| Team Suzuki Ecstar           | Suzuki      | Suzuki GSX-RR           | 42       | Álex Rins             | Összes          |
| Team Suzuki Ecstar           | Suzuki      | Suzuki GSX-RR           | 9        | Danilo Petrucci       | 17              |
| Team Suzuki Ecstar           | Suzuki      | Suzuki GSX-RR           | 85       | Cuda Takuja           | 16              |
| Team Suzuki Ecstar           | Suzuki      | Suzuki GSX-RR           | 92       | Vatanabe Kadzuki      | 14              |
| Monster Energy Yamaha MotoGP | Yamaha      | Yamaha YZR-M1           | 20       | Fabio Quartararo      | Összes          |
| Monster Energy Yamaha MotoGP | Yamaha      | Yamaha YZR-M1           | 21       | Franco Morbidelli     | Összes          |
| WithU Yamaha RNF MotoGP Team | Yamaha      | Yamaha YZR-M1           | 04       | Andrea Dovizioso      | 1–14            |
| WithU Yamaha RNF MotoGP Team | Yamaha      | Yamaha YZR-M1           | 35       | Cal Crutchlow         | 15–20           |
| WithU Yamaha RNF MotoGP Team | Yamaha      | Yamaha YZR-M1           | 40       | Darryn Binder         | Összes          |
| Források:                    |             |                         |          |                       |                 |

| Magyarázat              | Magyarázat |
| ----------------------- | ---------- |
| Hivatalos versenyző     |            |
| Szabadkártyás versenyző |            |
| Helyettes versenyző     |            |

## Átigazolások

### Csapatváltások
- Enea Bastianini; Avintia Esponsorama Racing versenyző →  Gresini Racing versenyző[13]

### Újonc versenyzők
- Remy Gardner; Moto2, Red Bull KTM Ajo versenyző → Tech3 KTM Factory Racing versenyző[23]
- Raúl Fernández; Moto2, Red Bull KTM Ajo versenyző → Tech3 KTM Factory Racing versenyző[22]
- Fabio Di Giannantonio; Moto2, Federal Oil Gresini Moto2 versenyző → Gresini Racing versenyző[13]
- Marco Bezzecchi; Moto2, SKY Racing Team VR46 versenyző → Racing Team VR46 versenyző[12]
- Darryn Binder; Moto3, Petronas Sprinta Racing versenyző → WithU Yamaha RNF MotoGP Team versenyző[34]

### Távozó versenyzők
- Valentino Rossi; Petronas Yamaha SRT versenyző → visszavonult[43]
- Iker Lecuona; Tech3 KTM Factory Racing versenyző → Superbike-világbajnokság, Honda versenyző[44]
- Danilo Petrucci; Tech3 KTM Factory Racing versenyző → Dakar-rali, KTM versenyző[45]

### Év közbeni változások
- Marc Márquez az indonéziai verseny előtti reggeli bemelegítő edzésen bukott, és agyrázkódás miatt nem indulhatott a versenyen.[46] Az argentin nagydíjat is kihagyta, miután visszatért a kettőslátása.[47]  Stefan Bradl vett részt helyette.[48]
- Raúl Fernández kihagyta a portugál és a spanyol nagydíjat kézsérülés miatt.[49]
- Marc Márquezt az olasz versenyt követően negyedszer is megműtötték a sérült karját, ezért amíg nem épül fel  Stefan Bradl veszi át a helyét.[50][51] Aragón nagydíjon hétvégén tért vissza.[52]
- Joan Mirnek az osztrák nagydíjon eltört a jobb bokája és a San Marinó-i nagydíjon a japán  Vatanabe Kadzuki helyettesíti.[53] Az Aragón nagydíj hétvégén tért vissza, de a futamon már nem indult el a sérülése miatt, a Japán versenyen  Cuda Takuja indult helyette.[27][54] Thai nagydíjon  Danilo Petrucci helyettesíti.[26][55]
- Andrea Dovizioso a San Marinói versenyt követően visszavonult,  Cal Crutchlow érkezett a szezon hátralévő részére helyette.[33]
- Nakagami Takaaki a Japán versenyt követően kisujjában ínszakadást diagnosztizáltak, amelyet műteni kellett, ezért  Nagasima Tecuta indult helyette Thaiföldön, Ausztráliában és Malajziában is.[15][56][57][58]

## Tesztek

### A szezon előtt

#### Shakedown-teszt
| Dátum      | Helyszín         | Pálya                        | Leggyorsabb versenyző | Csapat                   | Idő      | Forrás(ok) |
| ---------- | ---------------- | ---------------------------- | --------------------- | ------------------------ | -------- | ---------- |
| január 31. | Sepang, Malajzia | Sepang International Circuit | Raúl Fernández        | Tech3 KTM Factory Racing | 1:59,833 | [ 59 ]     |
| február 1. | Sepang, Malajzia | Sepang International Circuit | Maverick Viñales      | Aprilia Racing           | 2:00.898 | [ 60 ]     |
| február 2. | Sepang, Malajzia | Sepang International Circuit | Maverick Viñales      | Aprilia Racing           | 1:58,942 | [ 61 ]     |

#### Sepangi hivatalos teszt
| Dátum      | Helyszín         | Pálya                        | Leggyorsabb versenyző | Csapat                | Idő      | Kör   | Forrás(ok) |
| ---------- | ---------------- | ---------------------------- | --------------------- | --------------------- | -------- | ----- | ---------- |
| február 5. | Sepang, Malajzia | Sepang International Circuit | Aleix Espargaró       | Aprilia Racing        | 1:58,371 | 9/42  | [ 62 ]     |
| február 6. | Sepang, Malajzia | Sepang International Circuit | Enea Bastianini       | Gresini Racing MotoGP | 1:58,131 | 13/25 | [ 63 ]     |

#### Indonéziai hivatalos teszt
| Dátum       | Helyszín          | Pálya                                  | Leggyorsabb versenyző | Csapat                  | Idő      | Kör   | Forrás(ok) |
| ----------- | ----------------- | -------------------------------------- | --------------------- | ----------------------- | -------- | ----- | ---------- |
| február 11. | Lombok, Indonézia | Mandalika International Street Circuit | Pol Espargaró         | Repsol Honda Team       | 1:32,466 | 68/69 | [ 64 ]     |
| február 12. | Lombok, Indonézia | Mandalika International Street Circuit | Luca Marini           | Mooney VR46 Racing Team | 1:31,289 | 57/59 | [ 65 ]     |
| február 13. | Lombok, Indonézia | Mandalika International Street Circuit | Pol Espargaró         | Repsol Honda Team       | 1:31,060 | 10/38 | [ 66 ]     |

### A szezon közben

#### Jerezi hivatalos teszt
| Dátum    | Helyszín                            | Pálya                         | Leggyorsabb versenyző | Csapat              | Idő      | Kör   | Forrás(ok) |
| -------- | ----------------------------------- | ----------------------------- | --------------------- | ------------------- | -------- | ----- | ---------- |
| Május 2. | Jerez de la Frontera, Spanyolország | Circuito de Jerez-Ángel Nieto | Johann Zarco          | Prima Pramac Racing | 1:37,136 | 31/54 | [ 67 ]     |

#### Katalán hivatalos teszt
| Dátum     | Helyszín                | Pálya                          | Leggyorsabb versenyző | Csapat                       | Idő      | Kör   | Forrás(ok) |
| --------- | ----------------------- | ------------------------------ | --------------------- | ---------------------------- | -------- | ----- | ---------- |
| Június 6. | Montmeló, Spanyolország | Circuit de Barcelona-Catalunya | Fabio Quartararo      | Monster Energy Yamaha MotoGP | 1:39,447 | 13/67 | [ 68 ]     |

#### Misanói hivatalos teszt
| Dátum         | Helyszín                      | Pálya                                 | Leggyorsabb versenyző | Csapat                       | Idő      | Kör   | Forrás(ok) |
| ------------- | ----------------------------- | ------------------------------------- | --------------------- | ---------------------------- | -------- | ----- | ---------- |
| szeptember 6. | Misano Adriatico, Olaszország | Misano World Circuit Marco Simoncelli | Francesco Bagnaia     | Ducati Lenovo Team           | 1:31,292 | 75/85 | [ 69 ]     |
| szeptember 7. | Misano Adriatico, Olaszország | Misano World Circuit Marco Simoncelli | Fabio Quartararo      | Monster Energy Yamaha MotoGP | 1:31,054 | 65/72 | [ 70 ]     |

## Versenynaptár
| Forduló           | Időpont        | Nagydíj                                             | Pálya                                                   | Pályarajz |
| ----------------- | -------------- | --------------------------------------------------- | ------------------------------------------------------- | --------- |
| 1                 | Március 6.     | Grand Prix of Qatar                                 | Losail International Circuit, Loszaíl                   |           |
| 2                 | Március 20.    | Pertamina Grand Prix of Indonesia                   | Mandalika International Street Circuit, Lombok központ  |           |
| 3                 | Április 3.     | Gran Premio Michelin de la República Argentina      | Autódromo Termas de Río Hondo, Termas de Rio Hondo      |           |
| 4                 | Április 10.    | Red Bull Grand Prix of the Americas                 | Circuit of the Americas, Austin                         |           |
| 5                 | Április 24.    | Grande Prémio de Portugal                           | Autódromo Internacional do Algarve, Portimão            |           |
| 6                 | Május 1.       | Gran Premio Red Bull de España                      | Circuito de Jerez-Ángel Nieto, Jerez de la Frontera     |           |
| 7                 | Május 15.      | Shark Helmets Grand Prix de France                  | Circuit Bugatti, Le Mans                                |           |
| 8                 | Május 29.      | Gran Premio d'Italia Oakley                         | Mugello Circuit, Scarperia e San Piero                  |           |
| 9                 | Június 5.      | Gran Premi Monster Energy de Catalunya              | Circuit de Barcelona-Catalunya, Montmeló                |           |
| 10                | Június 19.     | Liqui Moly Motorrad Grand Prix Deutschland          | Sachsenring, Hohenstein-Ernstthal                       |           |
| 11                | Június 26.     | Motul TT Assen                                      | TT Circuit Assen, Assen                                 |           |
| 12                | Augusztus 7.   | Monster Energy British Grand Prix                   | Silverstone Circuit, Silverstone                        |           |
| 13                | Augusztus 21.  | Motorrad Grand Prix von Österreich                  | Red Bull Ring, Spielberg                                |           |
| 14                | Szeptember 4.  | Gran Premio di San Marino e della Riviera di Rimini | Misano World Circuit Marco Simoncelli, Misano Adriatico |           |
| 15                | Szeptember 18. | Gran Premio de Aragón                               | Ciudad del Motor de Aragón, Alcañiz                     |           |
| 16                | Szeptember 25. | Motul Grand Prix of Japan                           | Twin Ring Motegi, Motegi                                |           |
| 17                | Október 2.     | Thailand Grand Prix                                 | Chang International Circuit, Buriram                    |           |
| 18                | Október 16.    | Australian Motorcycle Grand Prix                    | Phillip Island Grand Prix Circuit, Ventnor              |           |
| 19                | Október 23.    | Malaysia Motorcycle Grand Prix                      | Sepang International Circuit, Sepang                    |           |
| 20                | November 6.    | Gran Premio Motul de la Comunitat Valenciana        | Circuit Ricardo Tormo, Valencia                         |           |
| Források:         |                |                                                     |                                                         |           |
| Törölt versenyek: |                |                                                     |                                                         |           |
| –                 | Július 10.     | Grand Prix of Finland                               | Kymi Ring, Iitti                                        |           |

### Változások
- A finn versenyt már 2020-ban és 2021-ben sem tudták megrendezni, de ebben az évadban ismét bekerült a versenynaptárba az új Kymi Ring-en, de végül ismét elmaradt.[87] 2022. május 25-én jelentették be, hogy homologizációs munkálatok késése miatt, valamint a Oroszország ukrajnai inváziója miatt törlik a versenyhétvégét.[88][89][90]

## A szezon menete
| Forduló | Nagydíj                     | Pole-pozíció          | Leggyorsabb kör   | Győztes           | Győztes                      | Győztes     | Listavezető       | Előny |
| Forduló | Nagydíj                     | Pole-pozíció          | Leggyorsabb kör   | Versenyző         | Csapat                       | Konstruktőr | Listavezető       | Előny |
| ------- | --------------------------- | --------------------- | ----------------- | ----------------- | ---------------------------- | ----------- | ----------------- | ----- |
| 1       | MotoGP katari nagydíj       | Jorge Martín          | Enea Bastianini   | Enea Bastianini   | Gresini Racing MotoGP        | Ducati      | Enea Bastianini   | 5     |
| 2       | MotoGP indonéz nagydíj      | Fabio Quartararo      | Fabio Quartararo  | Miguel Oliveira   | Red Bull KTM Factory Racing  | KTM         | Enea Bastianini   | 2     |
| 3       | MotoGP argentin nagydíj     | Aleix Espargaró       | Aleix Espargaró   | Aleix Espargaró   | Aprilia Racing               | Aprilia     | Aleix Espargaró   | 7     |
| 4       | MotoGP Amerika nagydíj      | Jorge Martín          | Enea Bastianini   | Enea Bastianini   | Gresini Racing MotoGP        | Ducati      | Enea Bastianini   | 5     |
| 5       | MotoGP portugál nagydíj     | Johann Zarco          | Fabio Quartararo  | Fabio Quartararo  | Monster Energy Yamaha MotoGP | Yamaha      | Fabio Quartararo  | 0     |
| 6       | MotoGP spanyol nagydíj      | Francesco Bagnaia     | Francesco Bagnaia | Francesco Bagnaia | Ducati Lenovo Team           | Ducati      | Fabio Quartararo  | 7     |
| 7       | MotoGP francia nagydíj      | Francesco Bagnaia     | Francesco Bagnaia | Enea Bastianini   | Gresini Racing MotoGP        | Ducati      | Fabio Quartararo  | 4     |
| 8       | MotoGP olasz nagydíj        | Fabio Di Giannantonio | Francesco Bagnaia | Francesco Bagnaia | Ducati Lenovo Team           | Ducati      | Fabio Quartararo  | 8     |
| 9       | MotoGP katalán nagydíj      | Aleix Espargaró       | Fabio Quartararo  | Fabio Quartararo  | Monster Energy Yamaha MotoGP | Yamaha      | Fabio Quartararo  | 22    |
| 10      | MotoGP német nagydíj        | Francesco Bagnaia     | Fabio Quartararo  | Fabio Quartararo  | Monster Energy Yamaha MotoGP | Yamaha      | Fabio Quartararo  | 34    |
| 11      | MotoGP holland nagydíj      | Francesco Bagnaia     | Aleix Espargaró   | Francesco Bagnaia | Ducati Lenovo Team           | Ducati      | Fabio Quartararo  | 21    |
| 12      | MotoGP brit nagydíj         | Johann Zarco          | Álex Rins         | Francesco Bagnaia | Ducati Lenovo Team           | Ducati      | Fabio Quartararo  | 22    |
| 13      | MotoGP osztrák nagydíj      | Enea Bastianini       | Jorge Martín      | Francesco Bagnaia | Ducati Lenovo Team           | Ducati      | Fabio Quartararo  | 32    |
| 14      | MotoGP San Marinó-i nagydíj | Jack Miller           | Enea Bastianini   | Francesco Bagnaia | Ducati Lenovo Team           | Ducati      | Fabio Quartararo  | 30    |
| 15      | MotoGP aragóniai nagydíj    | Francesco Bagnaia     | Luca Marini       | Enea Bastianini   | Gresini Racing MotoGP        | Ducati      | Fabio Quartararo  | 10    |
| 16      | MotoGP japán nagydíj        | Marc Márquez          | Jack Miller       | Jack Miller       | Ducati Lenovo Team           | Ducati      | Fabio Quartararo  | 18    |
| 17      | MotoGP thai nagydíj         | Marco Bezzecchi       | Johann Zarco      | Miguel Oliveira   | Red Bull KTM Factory Racing  | KTM         | Fabio Quartararo  | 2     |
| 18      | MotoGP ausztrál nagydíj     | Jorge Martín          | Johann Zarco      | Álex Rins         | Team Suzuki Ecstar           | Suzuki      | Francesco Bagnaia | 14    |
| 19      | MotoGP maláj nagydíj        | Jorge Martín          | Jorge Martín      | Enea Bastianini   | Gresini Racing MotoGP        | Ducati      | Francesco Bagnaia | 21    |
| 20      | MotoGP valenciai nagydíj    | Jorge Martín          | Brad Binder       | Álex Rins         | Team Suzuki Ecstar           | Suzuki      | Francesco Bagnaia | 15    |

## A világbajnokság végeredménye
| Helyezés | 1. | 2. | 3. | 4. | 5. | 6. | 7. | 8. | 9. | 10. | 11. | 12. | 13. | 14. | 15. |
| Pont     | 25 | 20 | 16 | 13 | 11 | 10 | 9  | 8  | 7  | 6   | 5   | 4   | 3   | 2   | 1   |

(Félkövér: pole-pozíció, dőlt: leggyorsabb kör, a színkódokról részletes információ itt található)

### Versenyzők
| Helyezés | Versenyző             | Rajt- szám | Motor   | QAT | IND | ARG | AME | POR | ESP | FRA | ITA | CAT | GER | NED | GBR | AUT | RSM | ARA | JPN | THA | AUS | MAL | VAL | Pont |
| -------- | --------------------- | ---------- | ------- | --- | --- | --- | --- | --- | --- | --- | --- | --- | --- | --- | --- | --- | --- | --- | --- | --- | --- | --- | --- | ---- |
| 1        | Francesco Bagnaia     | 63         | Ducati  | Ki  | 15  | 5   | 5   | 8   | 1   | Ki  | 1   | Ki  | Ki  | 1   | 1   | 1   | 1   | 2   | Ki  | 3   | 3   | 2   | 9   | 260  |
| 2        | Fabio Quartararo      | 20         | Yamaha  | 9   | 2   | 8   | 7   | 1   | 2   | 4   | 2   | 1   | 1   | Ki  | 8   | 2   | 5   | Ki  | 8   | 17  | Ki  | 4   | 4   | 245  |
| 3        | Enea Bastianini       | 23         | Ducati  | 1   | 11  | 10  | 1   | Ki  | 8   | 1   | Ki  | Ki  | 10  | 11  | 4   | Ki  | 2   | 1   | 9   | 6   | 5   | 1   | 8   | 224  |
| 4        | Aleix Espargaró       | 41         | Aprilia | 4   | 9   | 1   | 11  | 3   | 3   | 3   | 3   | 5   | 4   | 4   | 9   | 6   | 6   | 3   | 16  | 11  | 9   | 10  | Ki  | 212  |
| 5        | Jack Miller           | 43         | Ducati  | Ki  | 4   | 14  | 3   | Ki  | 5   | 2   | 15  | 14  | 3   | 6   | 3   | 3   | 18  | 5   | 1   | 2   | Ki  | 6   | Ki  | 189  |
| 6        | Brad Binder           | 33         | KTM     | 2   | 8   | 6   | 12  | Ki  | 10  | 8   | 7   | 8   | 7   | 5   | 11  | 7   | 8   | 4   | 2   | 10  | 10  | 8   | 2   | 188  |
| 7        | Álex Rins             | 42         | Suzuki  | 7   | 5   | 3   | 2   | 4   | 19  | Ki  | Ki  | Ki  | Ni  | 10  | 7   | 8   | 7   | 9   | Ki  | 12  | 1   | 5   | 1   | 173  |
| 8        | Johann Zarco          | 5          | Ducati  | 8   | 3   | Ki  | 9   | 2   | Ki  | 5   | 4   | 3   | 2   | 13  | Ki  | 5   | Ki  | 8   | 11  | 4   | 8   | 9   | Ki  | 166  |
| 9        | Jorge Martín          | 89         | Ducati  | Ki  | Ki  | 2   | 8   | Ki  | 22  | Ki  | 13  | 2   | 6   | 7   | 5   | 10  | 9   | 6   | 3   | 9   | 7   | Ki  | 3   | 152  |
| 10       | Miguel Oliveira       | 88         | KTM     | Ki  | 1   | 13  | 18  | 5   | 12  | Ki  | 9   | 9   | 9   | 9   | 6   | 12  | 11  | 11  | 5   | 1   | 12  | 13  | 5   | 149  |
| 11       | Maverick Viñales      | 12         | Aprilia | 12  | 16  | 7   | 10  | 10  | 14  | 10  | 12  | 7   | Ki  | 3   | 2   | 13  | 3   | 13  | 7   | 7   | 17  | 16  | Ki  | 122  |
| 12       | Luca Marini           | 10         | Ducati  | 13  | 14  | 11  | 17  | 12  | 16  | 9   | 6   | 6   | 5   | 17  | 12  | 4   | 4   | 7   | 6   | 23  | 6   | Ki  | 7   | 120  |
| 13       | Marc Márquez          | 93         | Honda   | 5   | Ni  | Bet | 6   | 6   | 4   | 6   | 10  |     |     |     |     |     |     | Ki  | 4   | 5   | 2   | 7   | Ki  | 113  |
| 14       | Marco Bezzecchi       | 72         | Ducati  | Ki  | 20  | 9   | Ki  | 15  | 9   | 12  | 5   | Ki  | 11  | 2   | 10  | 9   | 17  | 10  | 10  | 16  | 4   | 3   | 14  | 111  |
| 15       | Joan Mir              | 36         | Suzuki  | 6   | 6   | 4   | 4   | Ki  | 6   | Ki  | Ki  | 4   | Ki  | 8   | Ki  | Ki  |     | Ni  |     |     | 18  | 19  | 6   | 87   |
| 16       | Pol Espargaró         | 44         | Honda   | 3   | 12  | Ki  | 13  | 9   | 11  | 11  | Ki  | 17  | Ki  | Ni  | 14  | 16  | Ki  | 15  | 12  | 14  | 11  | 14  | Ki  | 56   |
| 17       | Álex Márquez          | 73         | Honda   | Ki  | 13  | 15  | Ki  | 7   | 13  | 14  | 14  | 10  | Ki  | 15  | 17  | 14  | 10  | 12  | 13  | 8   | Ki  | 17  | 17  | 50   |
| 18       | Nakagami Takaaki      | 30         | Honda   | 10  | 19  | 12  | 14  | 16  | 7   | 7   | 8   | Ki  | Ki  | 12  | 13  | Ki  | 15  | Ki  | 20  |     |     |     | 13  | 49   |
| 19       | Franco Morbidelli     | 21         | Yamaha  | 11  | 7   | Ki  | 16  | 13  | 15  | 15  | 17  | 13  | 13  | Ki  | 15  | Ki  | Ki  | 17  | 14  | 13  | Ki  | 11  | 10  | 42   |
| 20       | Fabio Di Giannantonio | 49         | Ducati  | 17  | 18  | Ki  | 21  | Ki  | 18  | 13  | 11  | Ki  | 8   | 14  | 22  | 11  | 20  | 19  | 17  | 18  | 20  | Ki  | 15  | 24   |
| 21       | Andrea Dovizioso      | 04         | Yamaha  | 14  | Ki  | 20  | 15  | 11  | 17  | 16  | 20  | Ki  | 14  | 16  | 16  | 15  | 12  |     |     |     |     |     |     | 15   |
| 22       | Raúl Fernández        | 25         | KTM     | 18  | 17  | 16  | 19  | Ni  | Bet | Ki  | 21  | 15  | 12  | Ki  | 21  | 18  | 13  | 20  | 18  | 15  | 16  | 15  | 11  | 15   |
| 23       | Remy Gardner          | 87         | KTM     | 15  | 21  | 17  | 20  | 14  | 20  | Ki  | 19  | 11  | 15  | 19  | 18  | 20  | 19  | 16  | 19  | Ki  | 15  | 18  | 12  | 14   |
| 24       | Darryn Binder         | 40         | Yamaha  | 16  | 10  | 18  | 22  | 17  | Ki  | 17  | 16  | 12  | Ki  | Ki  | 20  | Ki  | 16  | 18  | Ki  | 21  | 14  | Ki  | Ki  | 12   |
| 25       | Cal Crutchlow         | 35         | Yamaha  |     |     |     |     |     |     |     |     |     |     |     |     |     |     | 14  | 15  | 19  | 13  | 12  | 16  | 10   |
| 26       | Stefan Bradl          | 6          | Honda   |     |     | 19  |     |     |     |     |     | Ki  | 16  | 18  | 19  | 17  | 14  |     |     |     |     |     |     | 2    |
| 26       | Stefan Bradl          | 6          | Honda   |     |     |     |     |     | Ki  |     |     |     |     |     |     |     |     |     |     |     |     |     |     | 2    |
| 27       | Michele Pirro         | 51         | Ducati  |     |     |     |     |     |     |     | 18  | 16  |     |     |     |     | Ki  |     |     |     |     |     |     | 0    |
| 28       | Lorenzo Savadori      | 32         | Aprilia |     |     |     |     | Ki  | 21  |     | 22  |     |     | 20  |     | 19  |     |     |     |     |     |     |     | 0    |
| 29       | Nagasima Tecuta       | 45         | Honda   |     |     |     |     |     |     |     |     |     |     |     |     |     |     |     | Ki  | 22  | 19  | Ki  |     | 0    |
| 30       | Danilo Petrucci       | 9          | Suzuki  |     |     |     |     |     |     |     |     |     |     |     |     |     |     |     |     | 20  |     |     |     | 0    |
| 31       | Vatanabe Kadzuki      | 92         | Suzuki  |     |     |     |     |     |     |     |     |     |     |     |     |     | 21  |     |     |     |     |     |     | 0    |
| 32       | Cuda Takuja           | 85         | Suzuki  |     |     |     |     |     |     |     |     |     |     |     |     |     |     |     | Ki  |     |     |     |     | 0    |
| Helyezés | Versenyző             | Rajt- szám | Motor   | QAT | IND | ARG | AME | POR | ESP | FRA | ITA | CAT | GER | NED | GBR | AUT | RSM | ARA | JPN | THA | AUS | MAL | VAL | Pont |

### Gyártók
| Helyezés | Gyártó  | QAT | IND | ARG | AME | POR | ESP | FRA | ITA | CAT | GER | NED | GBR | AUT | RSM | ARA | JPN | THA | AUS | MAL | VAL | Pont |
| -------- | ------- | --- | --- | --- | --- | --- | --- | --- | --- | --- | --- | --- | --- | --- | --- | --- | --- | --- | --- | --- | --- | ---- |
| 1.       | Ducati  | 1   | 3   | 2   | 1   | 2   | 1   | 1   | 1   | 2   | 2   | 1   | 1   | 1   | 1   | 1   | 1   | 2   | 3   | 1   | 3   | 448  |
| 2.       | Yamaha  | 9   | 2   | 8   | 7   | 1   | 2   | 4   | 2   | 1   | 1   | 16  | 8   | 2   | 5   | 14  | 8   | 13  | 13  | 4   | 4   | 253  |
| 3.       | Aprilia | 4   | 9   | 1   | 10  | 3   | 3   | 3   | 3   | 5   | 4   | 3   | 2   | 5   | 3   | 3   | 7   | 7   | 9   | 10  | Ki  | 248  |
| 4.       | KTM     | 2   | 1   | 6   | 12  | 5   | 10  | 8   | 7   | 8   | 7   | 5   | 6   | 7   | 8   | 4   | 2   | 1   | 10  | 8   | 2   | 240  |
| 5.       | Suzuki  | 6   | 5   | 3   | 2   | 4   | 6   | Ki  | Ki  | 4   | Ki  | 8   | 7   | 8   | 7   | 9   | Ki  | 12  | 1   | 5   | 1   | 199  |
| 6.       | Honda   | 3   | 12  | 12  | 6   | 6   | 4   | 6   | 8   | 10  | 16  | 12  | 13  | 14  | 10  | 12  | 4   | 5   | 2   | 7   | 14  | 155  |
| Helyezés | Gyártó  | QAT | IND | ARG | AME | POR | ESP | FRA | ITA | CAT | GER | NED | GBR | AUT | RSM | ARA | JPN | THA | AUS | MAL | VAL | Pont |

### Csapatok
| Helyezés | Csapat                       | Rajt- szám | QAT | IND | ARG | AME | POR | ESP | FRA | ITA | CAT | GER | NED | GBR | AUT | RSM | ARA | JPN | THA | AUS | MAL | VAL | Pont |
| -------- | ---------------------------- | ---------- | --- | --- | --- | --- | --- | --- | --- | --- | --- | --- | --- | --- | --- | --- | --- | --- | --- | --- | --- | --- | ---- |
| 1        | Ducati Lenovo Team           | 43         | Ki  | 4   | 14  | 3   | Ki  | 5   | 2   | 15  | 14  | 3   | 6   | 3   | 3   | 18  | 5   | 1   | 2   | Ki  | 6   | Ki  | 449  |
| 1        | Ducati Lenovo Team           | 63         | Ki  | 15  | 5   | 5   | 8   | 1   | Ki  | 1   | Ki  | Ki  | 1   | 1   | 1   | 1   | 2   | Ki  | 3   | 3   | 2   | 9   | 449  |
| 2        | Red Bull KTM Factory Racing  | 33         | 2   | 8   | 6   | 12  | Ki  | 10  | 8   | 7   | 8   | 7   | 5   | 11  | 7   | 8   | 4   | 2   | 10  | 10  | 8   | 2   | 337  |
| 2        | Red Bull KTM Factory Racing  | 88         | Ki  | 1   | 13  | 18  | 5   | 12  | Ki  | 9   | 9   | 9   | 9   | 6   | 12  | 11  | 11  | 5   | 1   | 12  | 13  | 5   | 337  |
| 3        | Aprilia Racing               | 12         | 12  | 16  | 7   | 10  | 10  | 14  | 10  | 12  | 7   | Ki  | 3   | 2   | 13  | 3   | 13  | 7   | 7   | 17  | 16  | Ki  | 334  |
| 3        | Aprilia Racing               | 41         | 4   | 9   | 1   | 11  | 3   | 3   | 3   | 3   | 5   | 4   | 4   | 9   | 6   | 6   | 3   | 16  | 11  | 9   | 10  | Ki  | 334  |
| 4        | Prima Pramac Racing          | 5          | 8   | 3   | Ki  | 9   | 2   | Ki  | 5   | 4   | 3   | 2   | 13  | Ki  | 5   | Ki  | 8   | 11  | 4   | 8   | 9   | Ki  | 318  |
| 4        | Prima Pramac Racing          | 89         | Ki  | Ki  | 2   | 8   | Ki  | 22  | Ki  | 13  | 2   | 6   | 7   | 5   | 10  | 9   | 6   | 3   | 9   | 7   | Ki  | 3   | 318  |
| 5        | Monster Energy Yamaha MotoGP | 20         | 9   | 2   | 8   | 7   | 1   | 2   | 4   | 2   | 1   | 1   | Ki  | 8   | 2   | 5   | Ki  | 8   | 17  | Ki  | 4   | 4   | 287  |
| 5        | Monster Energy Yamaha MotoGP | 21         | 11  | 7   | Ki  | 16  | 13  | 15  | 15  | 17  | 13  | 13  | Ki  | 15  | Ki  | Ki  | 17  | 14  | 13  | Ki  | 11  | 10  | 287  |
| 6        | Team Suzuki Ecstar           | 9          |     |     |     |     |     |     |     |     |     |     |     |     |     |     |     |     | 20  |     |     |     | 260  |
| 6        | Team Suzuki Ecstar           | 36         | 6   | 6   | 4   | 4   | Ki  | 6   | Ki  | Ki  | 4   | Ki  | 8   | Ki  | Ki  |     | Ni  |     |     | 18  | 19  | 6   | 260  |
| 6        | Team Suzuki Ecstar           | 42         | 7   | 5   | 3   | 2   | 4   | 19  | Ki  | Ki  | Ki  | Ni  | 10  | 7   | 8   | 7   | 9   | Ki  | 12  | 1   | 5   | 1   | 260  |
| 6        | Team Suzuki Ecstar           | 85         |     |     |     |     |     |     |     |     |     |     |     |     |     |     |     | Ki  |     |     |     |     | 260  |
| 6        | Team Suzuki Ecstar           | 92         |     |     |     |     |     |     |     |     |     |     |     |     |     | 21  |     |     |     |     |     |     | 260  |
| 7        | Gresini Racing MotoGP        | 23         | 1   | 11  | 10  | 1   | Ki  | 8   | 1   | Ki  | Ki  | 10  | 11  | 4   | Ki  | 2   | 1   | 9   | 6   | 5   | 1   | 8   | 248  |
| 7        | Gresini Racing MotoGP        | 49         | 17  | 18  | Ki  | 21  | Ki  | 18  | 13  | 11  | Ki  | 8   | 14  | 22  | 11  | 20  | 19  | 17  | 18  | 20  | Ki  | 15  | 248  |
| 8        | Mooney VR46 Racing Team      | 10         | 13  | 14  | 11  | 17  | 12  | 16  | 9   | 6   | 6   | 5   | 17  | 12  | 4   | 4   | 7   | 6   | 23  | 6   | Ki  | 6   | 231  |
| 8        | Mooney VR46 Racing Team      | 72         | Ki  | 20  | 9   | Ki  | 15  | 9   | 12  | 5   | Ki  | 11  | 2   | 10  | 9   | 17  | 10  | 10  | 16  | 4   | 3   | 14  | 231  |
| 9        | Repsol Honda Team            | 6          |     |     | 19  |     |     |     |     |     | Ki  | 16  | 18  | 19  | 17  | 14  |     |     |     |     |     |     | 171  |
| 9        | Repsol Honda Team            | 44         | 3   | 12  | Ki  | 13  | 9   | 11  | 11  | Ki  | 17  | Ki  | Ni  | 14  | 16  | Ki  | 15  | 12  | 14  | 11  | 14  | Ki  | 171  |
| 9        | Repsol Honda Team            | 93         | 5   | Ni  |     | 6   | 6   | 4   | 6   | 10  |     |     |     |     |     |     | Ki  | 4   | 5   | 2   | 7   | Ki  | 171  |
| 10       | LCR Honda                    | 30         | 10  | 19  | 12  | 14  | 16  | 7   | 7   | 8   | Ki  | Ki  | 12  | 13  | Ki  | 15  | Ki  | 20  |     |     |     | 13  | 99   |
| 10       | LCR Honda                    | 45         |     |     |     |     |     |     |     |     |     |     |     |     |     |     |     |     | 22  | 19  | Ki  |     | 99   |
| 10       | LCR Honda                    | 73         | Ki  | 13  | 15  | Ki  | 7   | 13  | 14  | 14  | 10  | Ki  | 15  | 17  | 14  | 10  | 12  | 13  | 8   | Ki  | 17  | 17  | 99   |
| 11       | WithU Yamaha RNF MotoGP Team | 04         | 14  | Ki  | 20  | 15  | 11  | 17  | 16  | 20  | Ki  | 14  | 16  | 16  | 15  | 12  |     |     |     |     |     |     | 37   |
| 11       | WithU Yamaha RNF MotoGP Team | 35         |     |     |     |     |     |     |     |     |     |     |     |     |     |     | 14  | 15  | 19  | 13  | 12  | 16  | 37   |
| 11       | WithU Yamaha RNF MotoGP Team | 40         | 16  | 10  | 18  | 22  | 17  | Ki  | 17  | 16  | 12  | Ki  | Ki  | 20  | Ki  | 16  | 18  | Ki  | 21  | 14  | Ki  | Ki  | 37   |
| 12       | Tech3 KTM Factory Racing     | 25         | 18  | 17  | 16  | 19  | Ni  | Bet | Ki  | 21  | 15  | 12  | Ki  | 21  | 18  | 13  | 20  | 18  | 15  | 16  | 15  | 11  | 29   |
| 12       | Tech3 KTM Factory Racing     | 87         | 15  | 21  | 17  | 20  | 14  | 20  | Ki  | 19  | 11  | 15  | 19  | 18  | 20  | 19  | 16  | 19  | Ki  | 15  | 18  | 12  | 29   |
| Helyezés | Csapat                       | Rajt- szám | QAT | IND | ARG | AME | POR | ESP | FRA | ITA | CAT | GER | NED | GBR | AUT | RSM | ARA | JPN | THA | AUS | MAL | VAL | Pont |